# Piperacilina/tazobactam
Piperacillina/tazobactam, vendido bajo el nombre comercial Tazocin entre otros, es un medicamento combinado que contiene el antibiótico piperacilina y el inhibidor de β-lactamasa tazobactam. La combinación tiene actividad contra muchas bacterias Gram-positivas y Gram-negativas incluyendo Pseudomonas aeruginosa.  Se utiliza para tratar enfermedad inflamatoria pélvica, infección intraabdominal, neumonía, celulitis y sepsis. Se administra por inyección en una vena.
Los efectos secundarios comunes incluyen dolor de cabeza, dificultad para dormir, erupción cutánea, náuseas, estreñimiento y diarrea.  Los efectos secundarios graves incluyen infección por Clostridium difficile y reacciones alérgicas, incluida la anafilaxis.  Aquellos que son alérgicos a otros β-lactámicos son más propensos a ser alérgicos a piperacilina/tazobactam.  El uso en el embarazo o la lactancia parece ser generalmente seguro. Suele provocar la muerte de las bacterias mediante el bloqueo de su capacidad para fabricar una pared celular.
Piperacillina/tazobactam fue aprobado para uso médico en los Estados Unidos en 1993.  Está en la Lista de medicamentos esenciales de la Organización Mundial de la Salud, los medicamentos más efectivos y seguros que se necesitan en un sistema de salud.  Está disponible como un medicamento genérico. El costo al por mayor en el mundo en desarrollo, para el año 2015, era de aproximadamente US$11 por día.  En el Reino Unido, para el 2015, esta cantidad le costaba al NHS aproximadamente £38,70 por día.

## Usos médicos
Sus principales usos son en la medicina de cuidados intensivos (neumonía, peritonitis), algunas infecciones del pie relacionadas con la diabetes y la terapia empírica en la neutropenia febril (Ej: Después de la quimioterapia). El medicamento se administra por vía intravenosa cada 6 u 8 horas, por lo general durante 3 a 30 minutos. También se puede administrar por infusión continua durante cuatro horas. Se cree que las infusiones prolongadas maximizan el tiempo en que las concentraciones séricas están por encima de la concentración inhibitoria mínima (CIM) de las bacterias implicadas en la infección. 
Piperacillina-tazobactam está recomendado por el Instituto Nacional para la Excelencia en Salud y Atención como terapia de primera línea para el tratamiento de infecciones del torrente sanguíneo en pacientes con cáncer neutropénico.

## Efectos adversos
El efecto adverso más común es la diarrea (7 a 11%).  Otro efecto adverso es la inhibición de las plaquetas (trombocitopenia).

## Sociedad y cultura

### Nombres comerciales
Además de Tazocin y Zosyn, el medicamento se comercializa en varios países con otros nombres comerciales como Tazact, Biopiper TZ, Brodactam, Piptaz, Maxitaz, Kilbac, Trezora, Du-Tazop, Tazopen, Sytaz e Inzalin TZ. 

### Escasez en 2017
Diversas fuentes se han referido a la escasez del medicamento desde mayo de 2017, citando diversas razones, como un terremoto en China y otros problemas en la principal instalación de producción en 海正 (Hisun); el aumento de la demanda y la retirada de financiación por parte de una importante empresa farmacéutica.